# Délit pénal
Un délit pénal est une infraction (au droit pénal) moins grave qu'un crime.

## Par pays

### Canada
La notion de « délit pénal » n'existe pas dans le Code criminel canadien. Par contre, il existe deux types d'infractions pénales qui sont en dessous de l'acte criminel : 1) les infractions sommaires du Code criminel 2) les infractions pénales réglementaires qui existent en vertu de lois provinciales, au sens de l'arrêt R. c. Sault Ste-Marie,.
Avant la codification des diverses lois pénales statutaires dans le Code criminel en 1892, il existait dans ces lois pénales statutaires des délits pénaux, lesquels rendaient la notion anglaise de misdemeanour. À titre d'exemple, le Parlement du Canada avait adopté en 1886 un Acte concernant les crimes et délits contre les mœurs et la tranquillité publiques.

### France
En France, un délit pénal est une infraction punissable par la loi d'une peine correctionnelle.
Le délit est puni d'une amende de 3 750 euros au moins, et d'une peine de prison pouvant aller de 2 mois à 10 ans ,.

### Suisse
En Suisse, les infractions pénales sont classées en trois niveaux de gravité (articles 10 et 103 du Code pénal suisse) :
- contravention : infraction passible d'une amende ;
- délit : infraction pénale passible d'une peine privative de liberté allant jusqu'à trois ans ;
- crime : infraction pénale passible d'une peine privative de liberté de plus de trois ans.